# Fernando Varela (Fußballspieler, 1979)
Fernando Varela Ramos (* 1. September 1979 in Dos Hermanas, Spanien) ist ein spanischer Fußballspieler, der bei Real Valladolid in der spanischen Segunda División spielt.

## Karriere
Der in der Nähe von Sevilla geborene Fernando Varela stammt aus der Jugend von Betis Sevilla. Abgesehen von der Rückrunde der Saison 1999/2000 als Fernando Varela an CF Extremadura ausgeliehen war, spielte er von 1996 bis 2006 ganze zehn Jahre für die zweite und ab dem Jahr 2000 die erste Mannschaft der Andalusier. Sein größter Erfolg in seiner Zeit bei Betis war der Gewinn der Copa del Rey im Jahr 2005, als CA Osasuna im Finale bezwungen wurde.
Im Sommer 2006 verabschiedete er sich jedoch, um für RCD Mallorca zu spielen, wo er nach einigen Patzern und Roten Karten einen schweren Start hatte, bald jedoch zu einer festen Größe wurde und unter anderem beim 1:3 bei Real Madrid am letzten Spieltag der Saison 2006/07 den zwischenzeitlichen Führungstreffer erzielte. Nach vier Jahren auf Mallorca unterzeichnete Varela im Sommer 2010 beim türkischen Erstligisten Kasımpaşa Istanbul.
Dort kam er zwar auf 21 Saisonspiele, wechselte aber im Sommer 2011 dennoch zum spanischen Zweitligisten Real Valladolid. Dort wurde sein Einjahresvertrag im Sommer 2012 nicht verlängert.

## Erfolge
- Copa del Rey: 2004/05 mit Betis Sevilla